# Hypargos margaritatus
L'amaranto di Verreaux (Hypargos margaritatus (Strickland, 1844) è un uccello passeriforme della famiglia degli Estrildidi.

## Descrizione

### Dimensioni
Misura fino a 13 cm di lunghezza.

### Aspetto

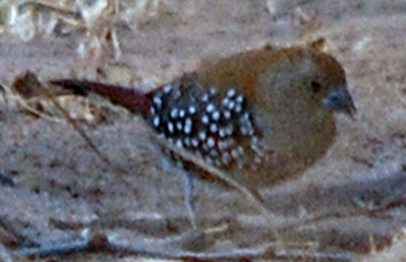
Una femmina al suolo.

Si tratta di uccelli dall'aspetto robusto, muniti di ali arrotondate, lunga coda squadrata e forte becco di forma conica.

Vertice, nuca, dorso e ali sono di colore bruno-olivastro, mentre coda, ventre e fianchi sono di colore nero: su questi ultimi sono inoltre presenti grosse macchie rotonde di colore bianco-rosato. Faccia, gola e petto sono di colore rosa salmone, mentre il codione è rossiccio. Le zampe sono di colore carnicino-grigiastro, gli occhi sono bruno-nerastri con cerchio perioculare rosato, il becco è di colore nero.

Nella femmina il rosso di faccia e petto è presente solo sotto forma di tenui sfumature o addirittura assente, sostituito dal grigio.

## Biologia

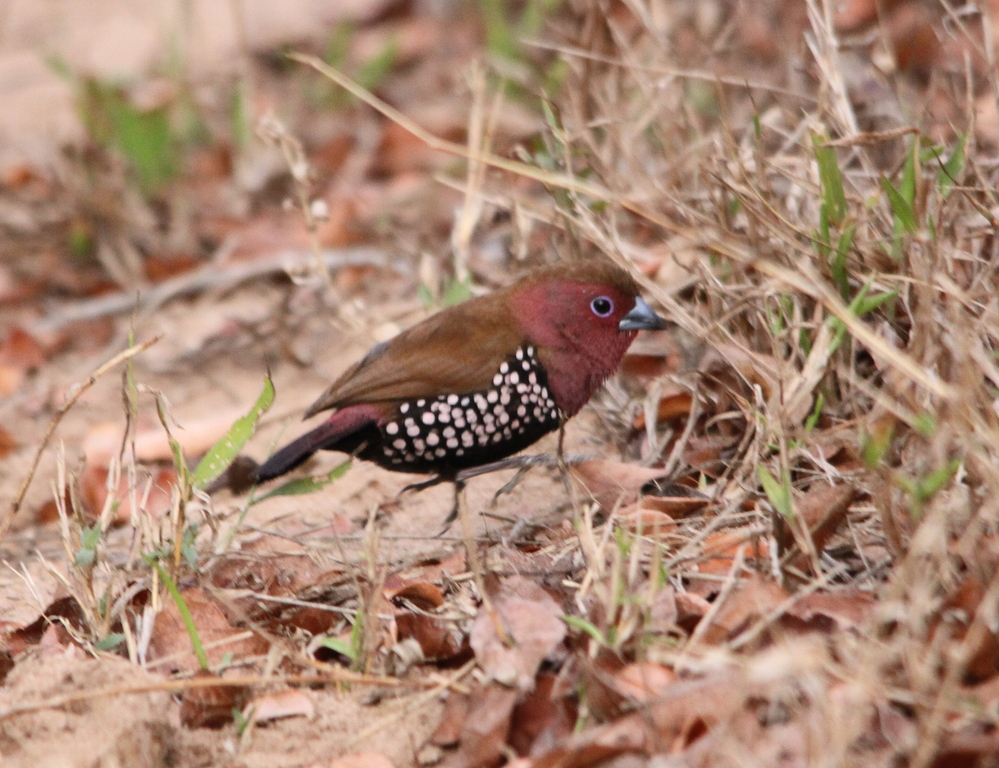
Un maschio cerca cibo al suolo.

Si tratta di uccelli diurni, che vivono in coppie o (all'infuori della stagione degli amori) in gruppetti familiari di 4-6 individui, a volte in associazione con le astrildi del genere Uraeginthus o gli amaranti del genere Lagonosticta. Essi passano la maggior parte della giornata al suolo o nei pressi di esso alla ricerca di cibo.

### Alimentazione
L'amaranto di Verreaux è un uccello essenzialmente granivoro, che si nutre perlopiù di piccoli semi di graminacee ma non disdegna d'integrare la propria dieta con altri alimenti, sia di origine vegetale (bacche, frutta, germogli) che sporadicamente anche di origine animale (principalmente piccoli insetti volanti e altri invertebrati di piccola taglia).

### Riproduzione
La stagione degli amori generalmente coincide con la fase finale della stagione delle piogge: durante tutto il periodo della nidificazione questi uccelli si rivelano molto aggressivi e territoriali, scacciando in malo modo eventuali intrusi dall'area circostante il proprio nido.

Quest'ultimo consiste in una struttura globosa situata nel folto dei cespugli, costruita da entrambi i partner con fibre vegetali intrecciate e foderata al suo interno con muschio e piume: la femmina vi depone 3-5 uova biancastre, che vengono covate da ambedue i sessi per circa due settimane. I nidiacei, ciechi, nudi e di colore scuro alla nascita, vengono accuditi da entrambi i genitori e sono in grado d'involarsi attorno alla terza settimana dalla schiusa: essi, tuttavia, tendono a rimanere nei pressi del nido per altre tre settimane almeno, prima di allontanarsene definitivamente.

## Distribuzione e habitat

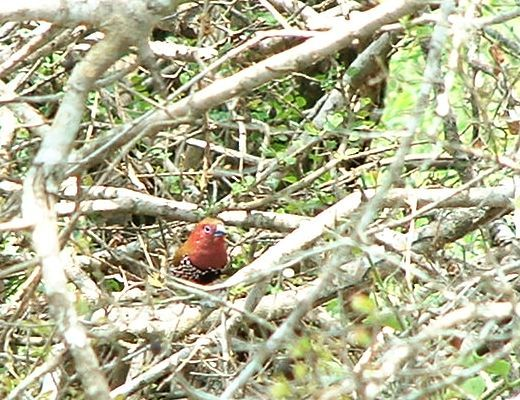
Un maschio nella boscaglia nell'iSimangaliso Wetland Park, KwaZulu-Natal.

L'amaranto di Verreaux è diffuso in Africa Meridionale, in Sudafrica orientale, Swaziland e Mozambico centro-meridionale, a nord fino al fiume Save.
Il suo habitat d'elezione è rappresentato dalle aree alberate secche con presenza di fitto sottobosco e di radure erbose più o meno estese: lo si trova pertanto comunemente ai margini fra foreste e palmizi e savana, e in alcune zone (ad esempio nel parco nazionale Kruger) anche in ambienti sabbiosi con presenza di cespugli.